# Diêm Phố

Vị trí tại Bình Đông

Diêm Phố (tiếng Trung: 鹽埔鄉; bính âm: Yánpù Xiāng) là một hương (xã) của huyện Bình Đông, tỉnh Đài Loan, Trung Hoa Dân Quốc (Đài Loan). Hương nằm trên vùng đông bằng Bình Đông và có địa hình cao dần từ tây sang đông. Tổng diện tích của Diêm Phố là 64,3493 km², dân số vào tháng 8 năm 2011 là 27.093 người thuộc 7.740 hộ gia đình, mật độ cư trú đạt 421 người/km².